# Als Sogn
Als Sogn er et sogn i Hadsund Provsti (Aalborg Stift).
I 1800-tallet var Als Sogn et selvstændigt pastorat. Det hørte til Hindsted Herred i Ålborg Amt. Als sognekommune blev ved kommunalreformen i 1970 indlemmet i Hadsund Kommune, der ved strukturreformen i 2007 indgik i Mariagerfjord Kommune.

## Kirker
I Als Sogn ligger Als Kirke. I 1899 blev Øster Hurup Kirke opført som filialkirke, og Øster Hurup blev et kirkedistrikt i Als Sogn. I 2010 blev Øster Hurup Kirkedistrikt udskilt som det selvstændige Øster Hurup Sogn.

## Stednavne
I sognet findes følgende autoriserede stednavne:
- Als (bebyggelse, ejerlav)
- Als Brohuse (bebyggelse)
- Als Hede (bebyggelse)
- Als Odde (areal, bebyggelse)
- Als Overdrev (bebyggelse, ejerlav)
- Birkely (bebyggelse)
- Buddum (bebyggelse, ejerlav)
- Buddum Enge (bebyggelse)
- Dyrehave (areal)
- Halvrebene (bebyggelse)
- Haslevgårde (bebyggelse, ejerlav)
- Hedegårde (bebyggelse, ejerlav)
- Helberskov (bebyggelse, ejerlav)
- Helberskov Strand (bebyggelse)
- Helberskov Udflyttere (bebyggelse)
- Lysevejen (bebyggelse)
- Møgelholt (bebyggelse)
- Ny Hedegårde (bebyggelse)
- Odde (bebyggelse, ejerlav)
- Sellegård Bæk (vandareal)
- Vejhuse (bebyggelse)
- Viernæs Naturpark (bebyggelse)
- Øster Lovnkær (areal)

## Geologi
Størstedelen af sognet er hævet havbund fra senglacialtiden. De lavtliggende arealer veksler fra grus til sand. De tidligere havbakker, hvor Als nu er beliggende, består primært at lerblandet jord.